# 文和
文和（1352年11月4日至1356年4月29日）是日本北朝的年號之一。這個時代的北朝天皇是後光嚴天皇。室町幕府的征夷大將軍是足利尊氏。

## 改元
- 觀應三年九月二十七日（1352年11月4日）改元文和
- 文和五年三月二十八日（1356年4月29日）改元延文

## 出處
- 《舊唐書》或《三國志·吳志》

## 紀年、西曆、干支對照表
| 文和       | 元年     | 二年     | 三年     | 四年     | 五年       |
| 南朝年號   | 正平七年 | 正平八年 | 正平九年 | 正平十年 | 正平十一年 |
| 儒略曆日期 | 1352年   | 1353年   | 1354年   | 1355年   | 1356年     |
| 干支       | 壬辰     | 癸巳     | 甲午     | 乙未     | 丙申       |